# Cephalostachyum mannii
Cephalostachyum mannii är en gräsart som först beskrevs av James Sykes Gamble, och fick sitt nu gällande namn av Christopher Mark Adrian Stapleton. Cephalostachyum mannii ingår i släktet Cephalostachyum och familjen gräs. Inga underarter finns listade i Catalogue of Life.